# مقاطعة تارتو
مقاطعة تارتو (بالإنجليزية: Tartu County)‏ هي مقاطعة في إستونيا، تتبع إستونيا، بلغ عدد سكانها 152٬188  نسمة، في 1 يناير 2014، عاصمتها تارتو، تبلغ مساحتها 2٬992٫75 كيلومتر مربع.

## معرض صور

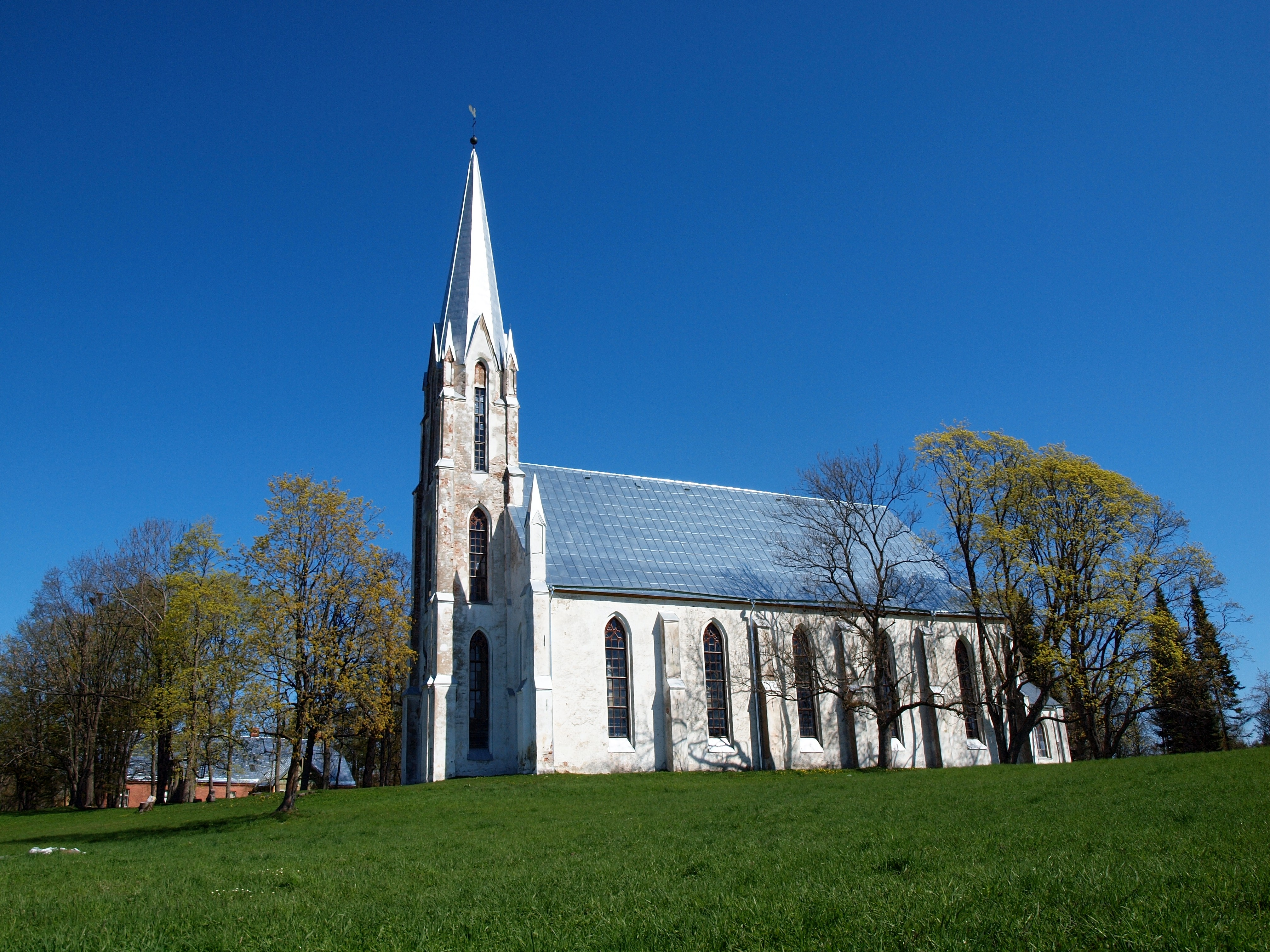
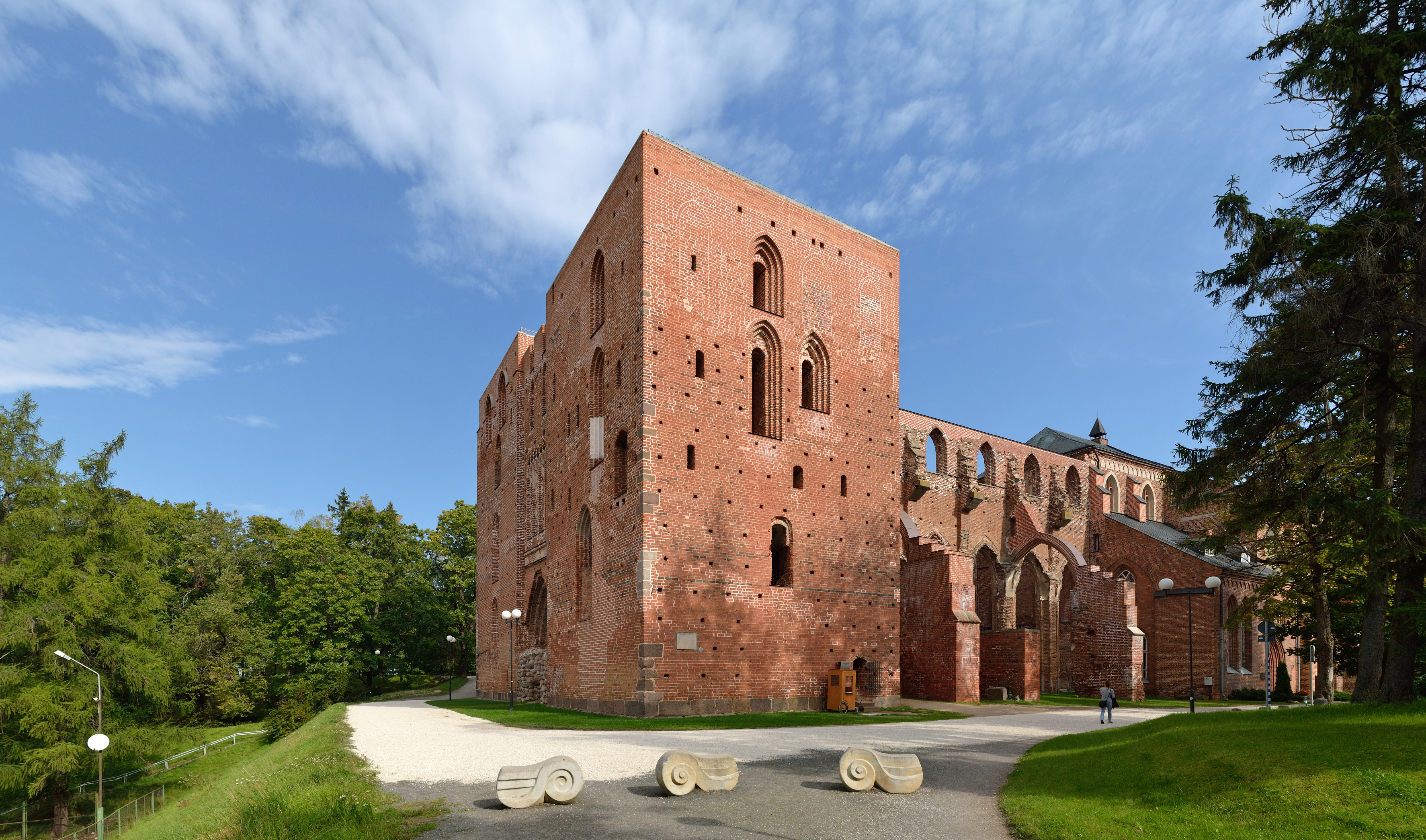
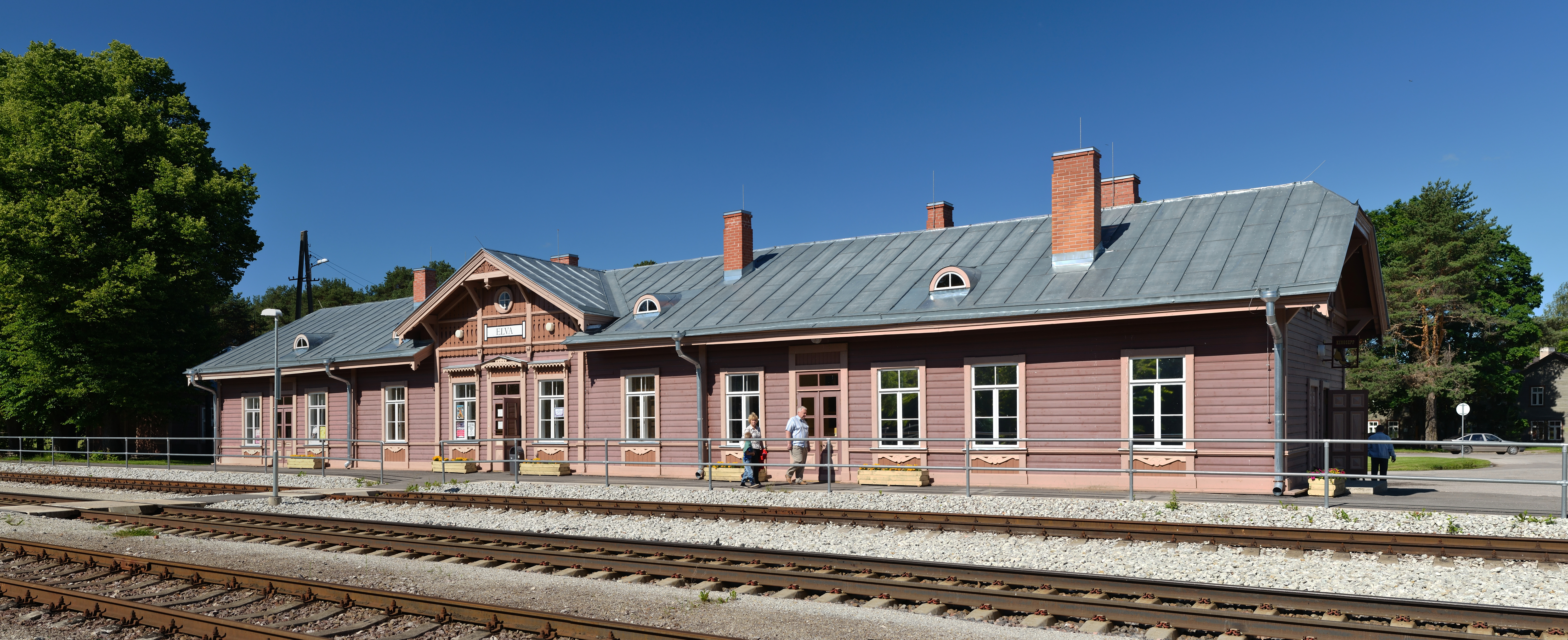
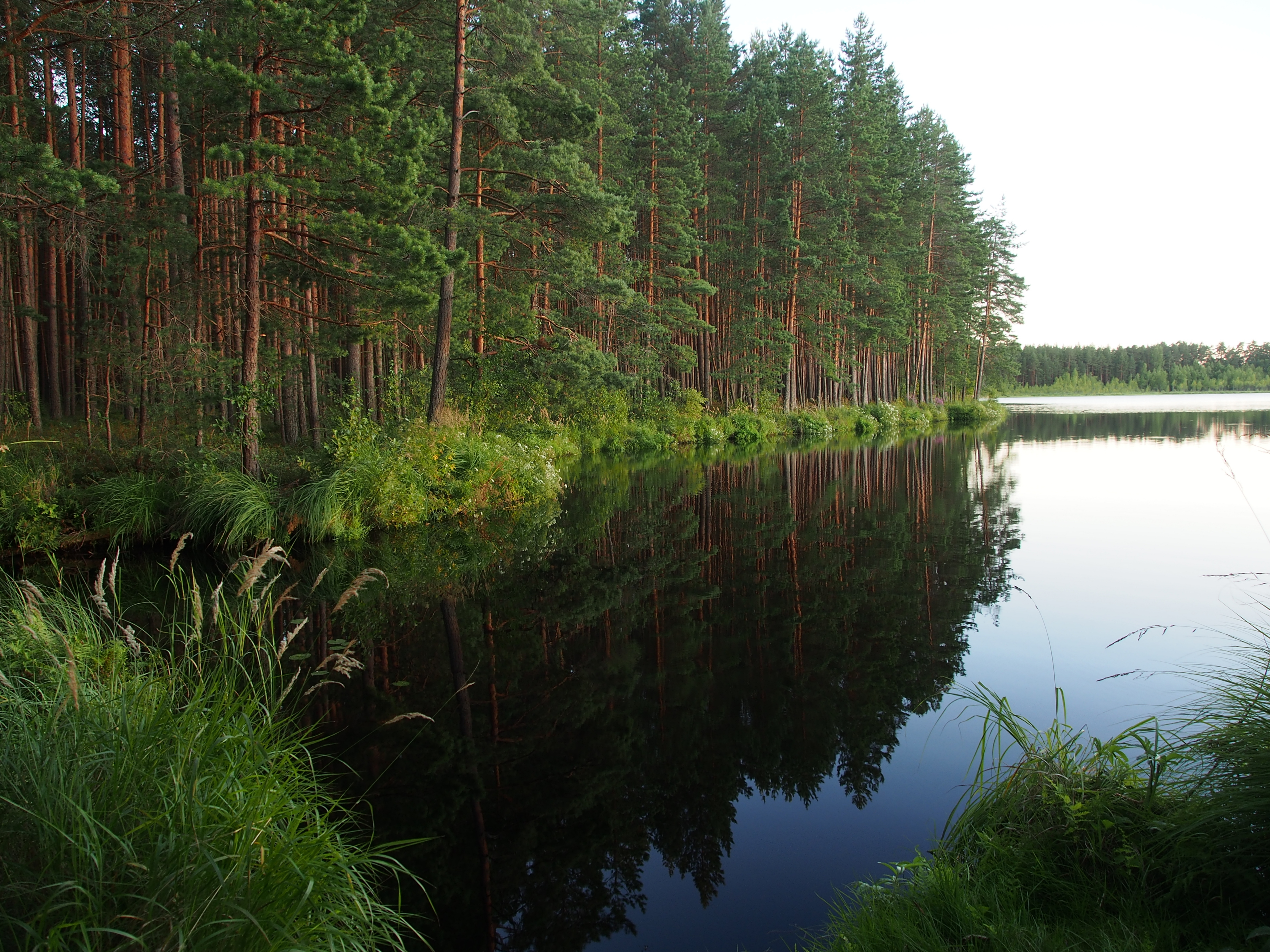

## مدن توأم
المدن التوأم:
- Varberg Municipality [الإنجليزية]‏.

## أعلام
- كاريل إينبالو